# Treberwurst

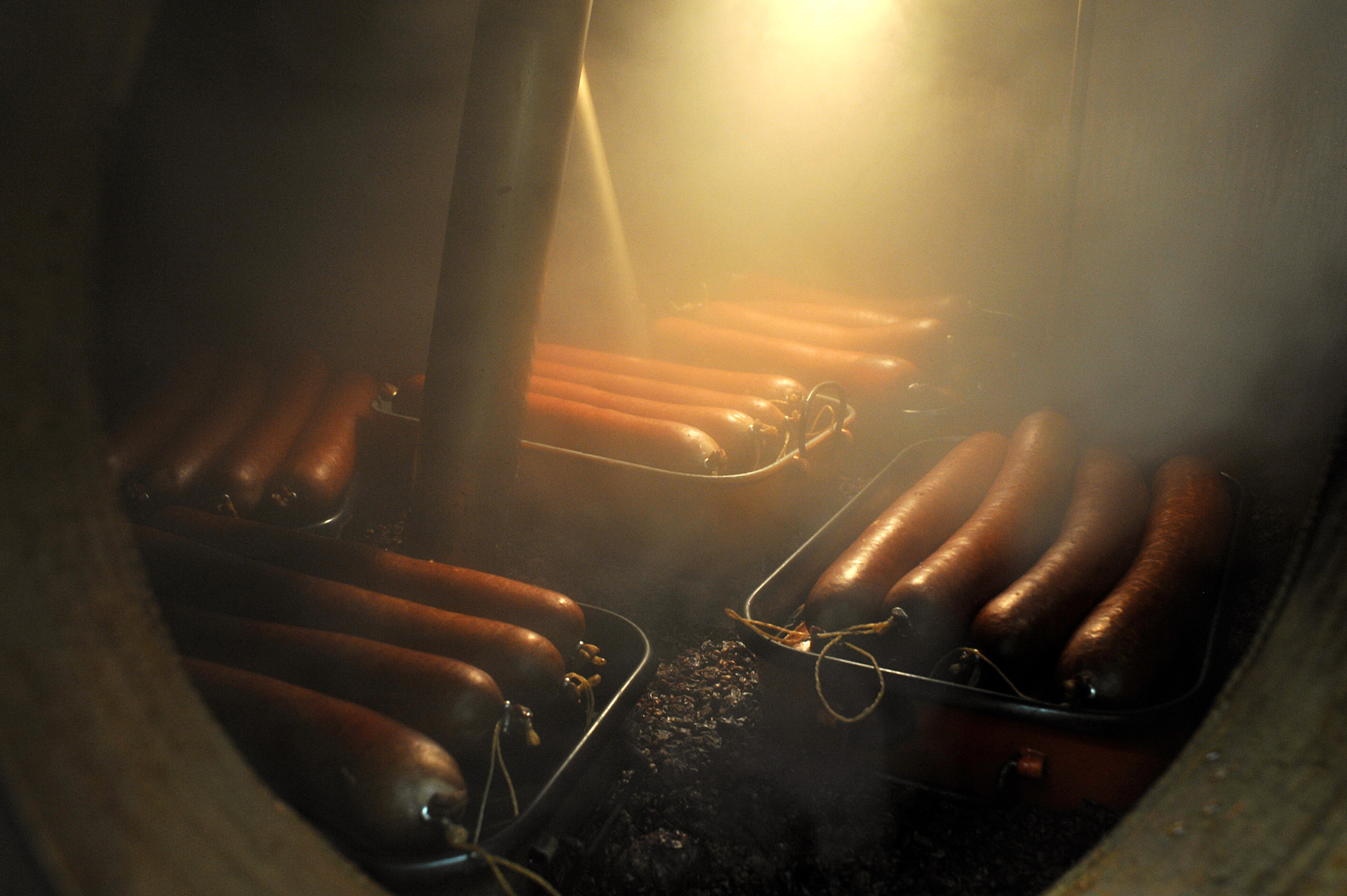
Im Brennhafen auf dem Trester

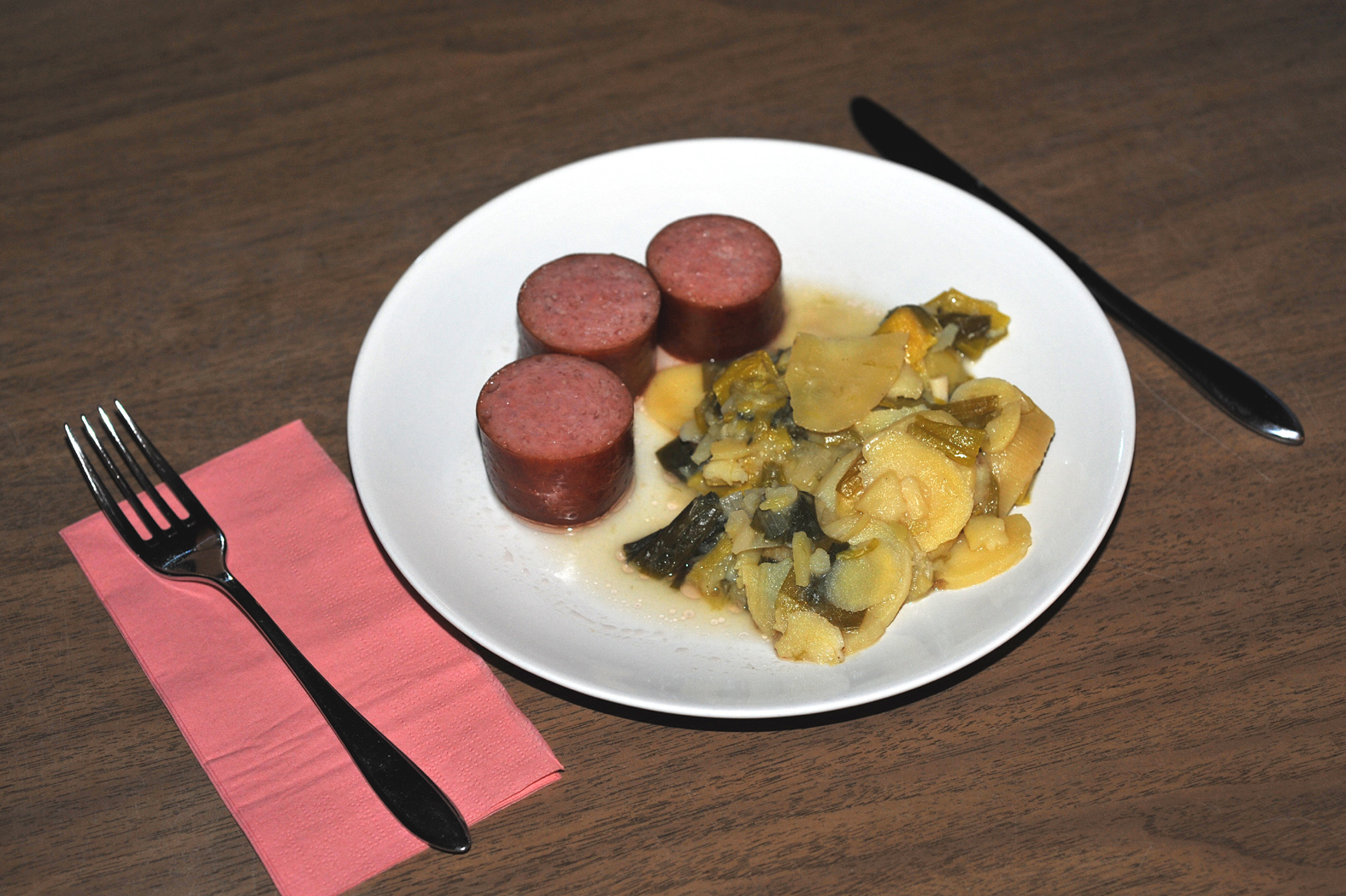
Treberwurst mit Lauch-Kartoffel-Gemüse (Papet Vaudois) als Beilage

Treberwurst ist eine Spezialität ursprünglich aus dem Weinbaugebiet am Bielersee. Mittlerweile ist sie in allen Weinbaugebieten der Schweiz erhältlich.
Bei der Treberwurst handelt es sich um geräucherte Rohwurst aus Schweinefleisch, oft Neuenburger oder Waadtländer Saucisson. Die Treberwurst wird während der Destillation von Tresterbrand im Brennkessel mitgegart und erhält so ihr spezielles Aroma.
Mitte der 1920er-Jahre begannen Weinbauern an Brenntagen, diese Würste Gästen zu servieren. Mittlerweile hat sich diese Form der Bewirtung zu einem Geschäftszweig entwickelt. Die Treberwurst wird oft mit Tresterbrand flambiert und so zusätzlich verfeinert. Beilage ist in der Regel Kartoffelgratin, Kartoffelsalat, Lauch oder Brot.